# 卡爾瓦科查湖 (瓦努科大區)

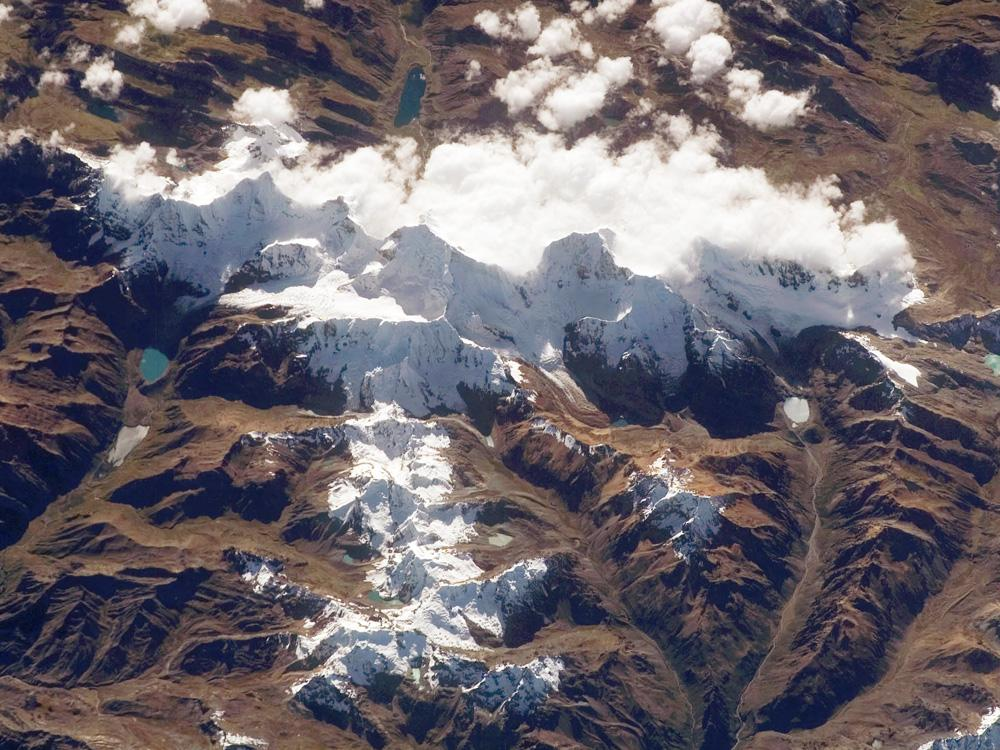

10°14′39″S 76°51′56″W / 10.24417°S 76.86556°W
卡爾瓦科查湖（西班牙語：Laguna Carhuacocha），是秘魯的湖泊，位於該國中部瓦努科大區，處於瓦伊瓦什山脈東面的耶魯帕哈峰山腳，長1.5公里、寬0.44公里，海拔高度4,150米。